# Ринкон, Диого
Дио́го Ринко́н (порт. Diogo Rincón, полное имя Диого Аугусто Пашеко да Фонтоура порт. Diogo Augusto Pacheco da Fontoura; род. 18 апреля 1980, Порту-Алегри, Бразилия) — бразильский футболист, полузащитник. Более всего известен по выступлениям за киевское «Динамо», в составе которого провёл 190 матчей и забил 71 гол.

## Биография

### Клубная карьера

#### Ранние годы
Диого Ринкон родился 18 апреля 1980 года в бразильском городе Порту-Алегри. Футболом начал заниматься в школе местоного «Интернасьонала». В 2000 году попал в основную команду «колорадос» за которую провёл 32 игры в чемпионате Бразилии и выиграл Лигу Гаушу 2000.

#### «Динамо» (Киев)
В июле 2002 года подписал контракт с киевским «Динамо». В первом сезоне за киевлян Ринкон выступал не очень удачно (впрочем, как и вся команда). «Динамо» провалило группу в Лиге чемпионов, заняв 3-е место и выбыв Кубок УЕФА. Но и там «динамовцев» постигла неудача — уступили «Бешикташу». Первый матч в Киеве закончился со счётом 0:0, а в матче в Стамбуле «Динамо» уступило 3:1. Именно в этом матче Диого забил свой первый мяч в еврокубках.
Следующая половина сезона стала для Ринкона более удачной. Он стал забивать почти в каждом матче. В первых трёх играх весенней части чемпионата Украины его голы принесли 7 очков. Также забил решающий мяч в финале Кубка Украины 2003.
Сезон 2003/04 также прошёл под знаком Диого. Именно в первом туре группового этапа Лиги чемпионов этого сезона Ринкон оформил свой самый знаменитый дубль — в ворота московского «Локомотива» на 83-й и 90+1-й минутах матча в Киеве. В последнем туре «Динамо» на НСК «Олимпийский» встречалось с «Интером». Обе команды выходили бы дальше только в случае победы. На 68-й минуте Даниэле Адани открыл счёт, а на 85-й Ринкон его сравнял. В итоге, матч завершился со счётом 1:1. «Интер» вылетел в Кубок УЕФА, а «Динамо» вообще осталось без еврокубков.
Следующие сезоны стали для Ринкона менее успешными. Тренер киевлян Анатолий Демьяненко начал более серьёзно относится к дисциплине Диого, но прощал ему непрофессиональное отношение к футболу. А вот его преемник, Леонид Буряк, обратил внимание на лишний вес, который Ринкон набирал после отпуска, и, в итоге, просто выдворил его из команды.

#### Аренда в «Коринтианс»
В феврале 2008 года Диого перешёл на правах аренды на год в бразильский «Коринтианс». Летом 2008 года «корифяне» предложили «Динамо» оставить игрока в Бразилии, мотивируя это, в числе прочего, желанием Диого, но киевский клуб отказался, потребовав, чтобы по окончании аренды бразилец вернулся в Киев. Но в столице Украины стороны полностью разорвали контракт.
Именно в «Коринтиансе», по словам Ринкона, у него начались серьёзные проблемы с алкоголем, год провёл в центре для алкозависимых, и только после этого окончательно перестал употреблять спиртное.

#### «Кавала» и «Каноас»
В сезоне 2009/10 сыграл 25 матчей за греческую «Кавалу». В 2012 году перешёл в бразильский «Каноас», который он покинул в конце сезона и завершил карьеру игрока.

### Карьера в сборной
Выступал за юношескую сборную Бразилии, в составе которой стал чемпионом мира среди юниоров (U-17) 1997 года.

### После игровой карьеры
После окончания футбольных выступлений Ринкон владел сетью кафе и ресторанов.
В июне 2017 года по приглашению Ирпенской библейской церкви посетил Киев, где давал футбольные мастер-классы украинским детям, а также провёл несколько товарищеских матчей в составе Христианской сборной Бразилии.

## Достижения

### Командные
«Динамо» (Киев)
- Чемпион Украины (3): 2002/03, 2003/04, 2006/07
- Вице-чемпион Украины (3): 2004/05, 2005/06, 2007/08
- Обладатель Кубка Украины (4): 2002/03, 2004/05, 2005/06, 2006/07
- Финалист Кубка Украины: 2007/08
- Обладатель Суперкубка Украины (2): 2004, 2006
- Итого: 9 трофеев

Сборная Бразилии (до 17 лет)
- Чемпион мира среди игроков до 17 лет: 1997

### Личные
- Член бомбардирского Клуба Максима Шацких: 71 гол.